# بلاندين (إزار)
بلاندين هي بلدية في إزار في أوفيرن-رون ألب في جنوب شرق فرنسا.